# Harry Blackmun
Harry Andrew Blackmun (12 de novembro de 1908 - 4 de março de 1999) foi um advogado e jurista americano que serviu como juiz associado da Suprema Corte dos Estados Unidos de 1970 a 1994. Nomeado pelo presidente republicano Richard Nixon, Blackmun acabou se tornando um dos juízes mais liberais da Corte. Ele é mais conhecido como o autor da opinião da corte em Roe v. Wade.